# The Faith (groupe)
Pour les articles homonymes, voir Faith.
The Faith est un groupe américain de punk hardcore, originaire de Washington, actif entre 1981 et 1983.

## Histoire
Le groupe se forme en tant que quatuor à l'été 1981 et comprend Alec MacKaye, ancien chanteur des Untouchables, au chant, Michael Hampton et Ivor Hanson du premier groupe de Henry Rollins, State of Alert, respectivement à la guitare et à la batterie, ainsi que Chris Bald à la basse. Ils s'appellent The Faith et ont donnent leur premier concert au H.B. Woodlawn High School le 12 novembre 1981.
Comblant une partie du vide laissé par la pause de Minor Threat, The Faith devient rapidement l'un des groupes les plus populaires de D.C. Après avoir enregistré une démo en décembre 1981, le groupe sort un split album avec un autre groupe hardcore de D.C., Void. Il est publié par Dischord Records, un label indépendant local fondé par le frère aîné de MacKaye, Ian MacKaye, et Jeff Nelson de Minor Threat. Le premier pressage du disque se vend en deux semaines. Il comporte le morceau You're X'd, qui aborde la philosophie straight edge popularisée par Minor Threat et S.O.A.
En 1983, The Faith sort un EP de huit morceaux Subject to Change. Il est produit par Ian MacKaye et montre le groupe progresser vers un territoire plus mélodique avec l'ajout d'un deuxième guitariste. Edward Janney, ancien membre des Untouchables et de l'éphémère Skewbald/Grand Union d'Ian MacKaye, rejoint The Faith fin 1982 pour jouer la deuxième guitare et fait ses débuts dans l'enregistrement. L'ajout se fait parce qu'ils veulent intégrer des idées de guitare plus complexes dans les morceaux et atténuer l'impact des dysfonctionnements de la guitare, qui sont une menace constante lors de concerts.
The Faith est de courte durée ; après le split avec Void, ils donnent leur dernier concert en août 1983, et leur EP est publié quatre mois plus tard.
Après la séparation de The Faith, le guitariste Eddie Janney forme Rites of Spring avec Guy Picciotto ; tandis que Hampton, Bald et Hanson rejoignent Embrace avec Ian MacKaye au chant. Quand Embrace se sépare début 1986, Chris Bald rejoint Alec MacKaye dans Ignition (avec Alec au chant) pendant ce temps, Janney retrouve Michael Hampton pour One Last Wish après la rupture de Rites of Spring (plus tard reformé sous le nom de Happy Go Licky). Enfin, Hampton et Hanson se réunissent dans Manifesto en 1991, tandis qu'Alec MacKaye chante avec The Warmers au milieu des années 1990.

## Discographie

### Albums studio
- 1982 : Faith/Void Split (Dischord)

### EP
- 1982 : Subject to Change (Dischord)

### Apparitions
- 2002 : 20 Years of Dischord (compilation) – avec le morceau Subject to Change et une version démo de No Choice